# Правда истории или мифология?
«Правда истории или мифология? Малоизвестные страницы служебно-боевой деятельности Пограничных войск НКВД СССР в начальный период Великой Отечественной войны» — монография генерал-майора запаса Пограничной службы Федеральной службы безопасности Российской Федерации, кандидата философских наук Владимира Городинского.
В книге рассматривается широкий спектр ранее практически не изучавшихся вопросов. Даётся принципиально новая трактовка целого ряда событий истории Пограничных войск НКВД в 1941—1942 годы. Автор «поставил под сомнение устоявшуюся общую историческую концепцию относительно участия пограничных войск в Великой Отечественной войне и предложил совместными усилиями, без лишнего шума, её переработать». Книга «вызвала бурное обсуждение на интернет-порталах и в пограничном сообществе».

## Из истории создания
Автор книги — Владимир Иванович Городинский — прослужил в Пограничных войсках (Пограничной Федеральной службы безопасности Российской Федерации) с 1967 года: от курсанта — до генерал-майора. Последняя его должность перед выходом на пенсию — начальник Голицынского пограничного института ФСБ России (2003—2010). В 2005 году в Пограничной академии ФСБ России под научным руководством доктора философскиx наук, профессора А. В. Кулакова защитил диссертацию на соискание учёной степени кандидата философских наук по теме «Патриотическое сознание российских пограничников в условиях глобализации: Социально-философский анализ» (специальность 09.00.11 — социальная философия); официальные оппоненты — доктор философских наук, профессор А. Х. Шаваев и кандидат философских наук, доцент В. В. Усов; ведущая организация — Военный университет Министерства обороны Российской Федерации. После увольнения в запас занялся исследованием истории Погранвойск НКВД СССР в начальный период Великой Отечественной войны.
По утверждению Городинского, в архивах он выявил документы, ранее неизвестные исследователям; обнаружил в работах историков массу противоречивых фактов, нестыковок, устоявшихся мифов, замалчивание многих нелицеприятных фактов.
В 2013 году в ведомственной газете «Граница России» (№№ 5, 6, 7, 8) Владимир Городинский опубликовал большую статью «Стойко и мужественно выговаривать правду». В ней он обозначил ряд важных проблем и поставил вопрос о необходимости их обсуждения в рамках научных дискуссий. В ответ на обильную критику он выпустил монографию «Правда истории или мифология?…».

На работу над этим произведением меня сподвиг весь мой жизненный и служебный опыт. Мы нередко наступаем на одни и те же грабли, не извлекая ошибок из прошлого. Я убедился в этом, будучи участником боевых событий на Кавказе. При изучении истории начального периода Великой Отечественной войны чаще всего приходилось сталкиваться со смесью правды, полуправды и мифов. Поэтому я поставил целью на основании проверенных достоверных источников написать свою книгу.— Городинский В. И., автор монографии.
Монография первоначально вызвала «неприятие многих ветеранов‑пограничников», но позднее «правота генерала была признана».

## Содержание монографии
Монография оценивается отдельными критиками как своеобразный аналог книги Виктора Суворова «Ледокол». По их мнению, Владимир Городинский позаимствовал у Виктора Суворова ключевой тезис о том, что летом 1941 года СССР готовил нападение на Германию, но Гитлер опередил Сталина.

Подход автора к оценке истории пограничных войск НКВД СССР в годы Великой Отечественной войны осуществлён по образу и подобию книги В. Резуна «Ледокол». […] Отличительной чертой от В. Резуна является отсутствие оскорбительных ярлыков и нескрываемой злобы в адрес страны-победителя.— Смирнов Павел, полковник запаса, кандидат исторических наук, доцент.

В книге обилие ранее неизвестных фактов. Но её нельзя сравнивать с «Ледоколом» предателя Резуна – у Городинского серьёзное исследование трагических страниц истории советских пограничных войск в 1941–1942 годах.— Плеханов А. М., полковник запаса, доктор исторических наук, профессор.
Главный тезис, проходящий через всю монографию Городинского: Пограничные войска НКВД СССР в 1941 году готовились к наступлению на Германию.
Книга содержит 22 приложения, в которых публикуются документы Политбюро ЦК ВКП(б), приказы и приказания НКВД СССР, штабов военных округов, указания Главного управления погранвойск, инструкции, оперативные сводки Генерального штаба РККА, докладные записки и прочее.
Книга предназначена для историков, преподавателей военных вузов и всех, интересующихся историей России.

## Избранные тезисы монографии
- Если в 1941 году первой на СССР не напала бы Германия, то на Германию напал бы СССР: Гитлер опередил Сталина[2]
- Большинство исторических исследований об участии военнослужащих погранвойск НКВД СССР в боевых действиях в период Великой Отечественной войны не имеют под собой достаточно прочной архивно-документальной базы
- Тема участия пограничников в сражениях в Великой Отечественной войны историками «чрезмерно мифологизирована»
- Один из основных источников трудов историков погранвойск — воспоминания участников боевых действий — не являются достаточно достоверными
- «Пограничные войска на всех направлениях готовились не просто к наступательным действиям, которые должны были начаться по инициативе советской стороны, а к советизации ряда стран Европы»
- «В 1941 году народ ясно и чётко дал понять, что воевать за идеи „социалистического Отечества“ не хочет»
- «Во время Великой Отечественной войны интересы советской власти и традиционной России, которые ранее не имели ничего общего, на короткое время совпали»[8]
- «Все стратегические, оперативные, мобилизационные планы и планы прикрытия государственной границы, разработанные накануне войны с Германией, с самого начала были выдержаны в наступательном духе и рассчитаны не на отражение нападения, а на начало войны по инициативе СССР»
- «Пограничники действительно чётко знали, как им действовать в наступательной войне, и оказались беспомощными в войне оборонительной»[10]
- «За день до войны на некоторых участках западной границы пограничники перешли государственную границу, а советские самолёты бомбардировали объекты на территории Финляндии»[11]
- Историческими мифами является то, что командиры и политработники пограничных войск в плен никогда не сдавались, что среди них не было трусов и предателей Родины, что «один пограничник в бою стоил 7−10 солдат Красной армии и 3−4 солдат вермахта»
- В историографии говорится о ряде подвигов пограничников, но те подвиги являются вымышленными, не имеющим ничего общего с реальными событиями[1]

## Критика
С. Г. Бандурин и И. Б. Цветков указывают на невысокий уровень историографической культуры автора книги: Городинский не достаточно знаком с историографией Погранвойск, не точен в названиях архивов, в библиографических описаниях нескольких книг, в ряде ссылок на труды предшественников. По мнению названных критиков, дискуссия с Городинским едва ли возможна: «О какой научной дискуссии может идти речь, если призывающий к ней человек даже не имеет целостного представления о той литературе, которую он пытается критиковать?»

Автор в традициях популярного сегодня в некоторых кругах околононаучного направления «фолк-хистори» усомнился в ряде трактовок современной отечественной и пограничной истории. […] Внимательное прочтение книги В. И. Городинского убеждает, что это очередной фейк по крайне сложной и недостаточно исследованной исторической проблеме.
— Бандурин С. Г., доктор исторических наук, доцент
— Цветков И. Б., кандидат исторических наук.
Павел Смирнов говорит, что Городинский «делает ссылки на сомнительные факты». Он обличает автора в использовании «сомнительных источников, порочащих нашу военную историю», указывает, что в 25 эпизодах своей книги Городинский искажает ссылки на источники, подвергает их «авторской доработке», домысливает, передёргивает общеизвестные факты и делает необоснованные выводы. По его мнению, книга «изобилует множеством броских примеров, не подтверждаемых документами, что делает её захватывающей для неподготовленного читателя. У специалистов же она вызывает недоумение».

Автор слабо ориентируется в сложившейся в отечественной исторической науке периодизации Великой Отечественной войны, ходе боевых действий на советско-германском фронте, не имеет чёткого представления о задачах войск НКВД СССР накануне и с началом военных действий, выхватывает отдельные, малозначимые документы и пытается выдать их едва ли не за научное открытие.
— Смирнов Павел, полковник запаса, кандидат исторических наук, доцент.
По мнению А. М. Плеханова, ряд тезисов монографии нуждается в дополнительном изучении, остаются неясности и противоречия в известных фактах.

## Достоинства монографии
Редко приходится читать исследования с такой аргументированной, доказательной базой, настолько она чётко выстроена, что практически в большинстве случаев не позволяет ставить под сомнение точку зрения автора.
— Плеханов А. М., полковник запаса, доктор исторических наук, профессор.
- Автор обозначил проблему «несоответствия отечественной и пограничной истории истине»[13]
- Существенно расширяет источниковую базу проблемы
- Вводит в научный оборот комплекс документов из фондов ряда российских архивов
- В книге впервые дана аргументированная трактовка многих проблем ведения боевых действий и несения службы частями и военнослужащими погранвойск на различных участках западной границы СССР в начальный период Великой Отечественной войны
- Произведено детальное изучение потерь погранвойск в годы Великой Отечественной войны
- Сделан критический анализ научно-исторической и мемуарной литературы
- Опровергнут ряд устоявшихся в историографии мифов
- Даёт научно-практические рекомендации, направленные на внесение изменений и дополнений в изучении истории советских пограничных войск в начале Великой Отечественной войны
- Вскрывает аспекты, представляющие существенный научно-теоретический и практический интерес
- Побуждает к продолжению исследований рассматриваемой темы[1]

В чём же неоспоримо прав В. И. Городинский? Это в том, что история пограничных войск НКВД СССР нуждается в дальнейшем изучении.
— Смирнов Павел, полковник запаса, кандидат исторических наук, доцент.

Сегодня мы стоим только у истоков написания истории пограничных войск России, по существу, делаем первые шаги.
— Плеханов А. М., доктор исторических наук, профессор.
По мнению Виктора Суворова, монография В. И. Городинского «заслуживает миллионных тиражей и перевода минимум на десяток иностранных языков».